# Edifici d'habitatges a la carretera Laureà Miró, 229-235 (Sant Feliu de Llobregat)
L'Edifici d'habitatges a la carretera Laureà Miró, 229-235 és una obra noucentista de Sant Feliu de Llobregat (Baix Llobregat) protegida com a Bé Cultural d'Interès Local.

## Descripció
Conjunt de quatre edificis entre mitgeres amb façanes de composició simètrica. La del núm. 229 té ornamentació formada per pilastres i capitells que separen les obertures, i està coronada per l'arquitrau i la barana. En les dels núms. 231-233 es pot destacar els estucs formant requadres i les baranes de forja dels balcons. El núm. 235 forma cantonada i com a elements remarcables compta amb el balcó corregut i els requadres.